# Werdumer Mühle
Die Werdumer Mühle ist ein Erdholländer in der Gemeinde Werdum im Landkreis Wittmund in Niedersachsen. Die Mühle befindet sich an der Edenserlooger Straße, der Kreisstraße 14 nach Esens.

## Geschichte

### Vorgängerbau
Der Werdumer Ulrich von Werdum schrieb auf lateinisch die Geschichte der Familia Werdumana. Darin berichtete er auch über den zur Burg in Edenserloog gehörenden Erdholländer, der Kornmühle, die der Burgherr 1748 auf einer Warft bauen ließ. Bereits vorher stand dort eine Bockwindmühle, die wahrscheinlich schon vor dem 16. Jahrhundert von den Burgherren errichtet worden war. Dazu gibt es zumindest einen Hinweis in einem Testament aus dem Jahre 1491, in dem ein Mühlenhaus vermacht wurde. Ein Vertrag von 1549 besagt, dass zwei Brüder je die Hälfte des Ertrages der Mühle bekamen. Im Harlingerland wurde damals bevorzugt Gerste angebaut, was den Bau von Mühlen nötig machte. Ende des 17., Anfang des 18. Jahrhunderts gab es immer wieder Streitigkeiten, wer in welcher Mühle sein Korn mahlen lassen sollte. Fürstin Christine Charlotte setzte sich für die gemeinschaftliche Nutzung aller Mühlen durch jeden Einwohner gleichermaßen durch.

### Derzeitige Mühle

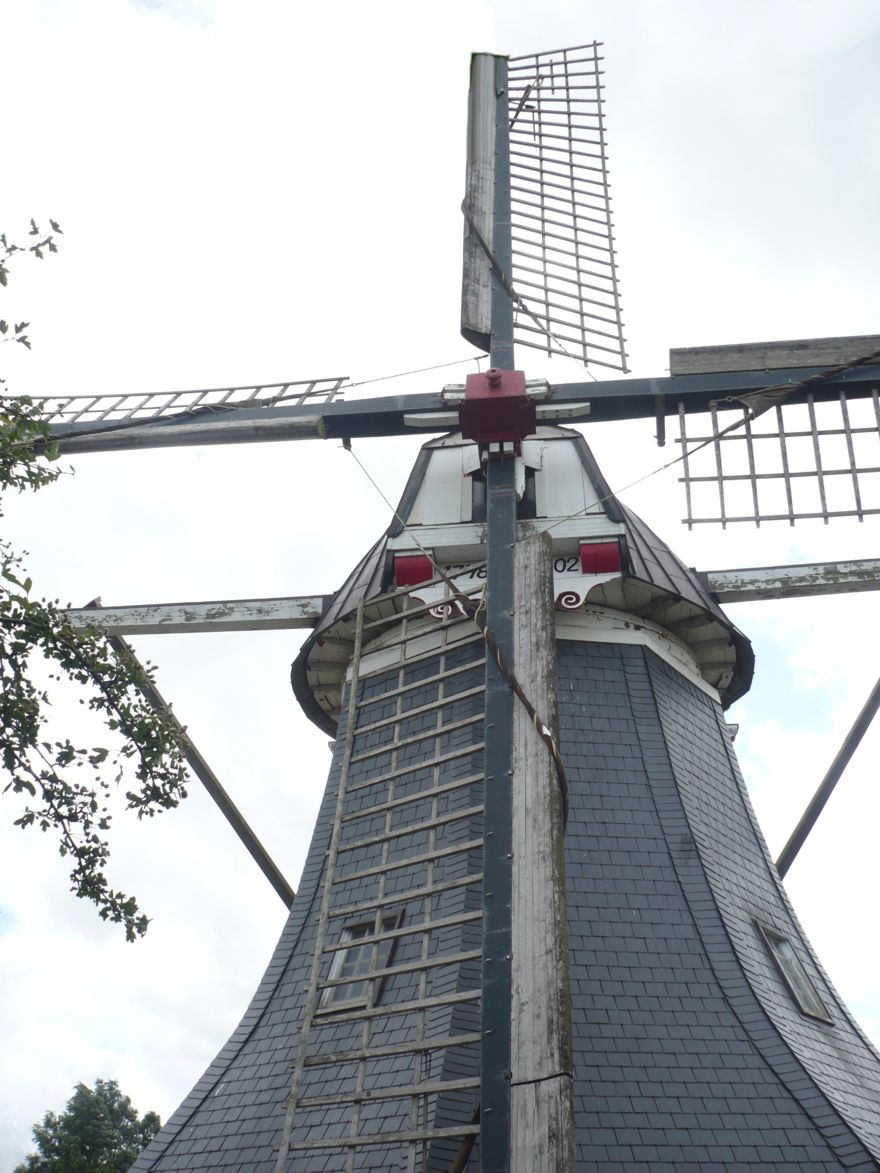
Werdumer Mühle 2008

Die Werdumer Mühle musste nach einem schweren Sturmschaden 1802 komplett neu aufgebaut werden. Im Gegensatz zu den meisten anderen Mühlen war die Werdumer Mühle bis 1929 im Familienbesitz der Burgherren in Edenserloog, die sie auch finanzierten.
Man vermutet, dass der Erdholländer Werdums eine der ersten Mühlen in Ostfriesland war, die zum Mahlen errichtet worden war. Die meisten Mühlen hatten nur eine Genehmigung zum Pelden (schälen). Hier wurden mit einem Stein die Spelze von der Gerste gepellt, nicht aber zwischen zwei Steinen das Korn geschrotet. Ein Stein zum Pelden ist jedoch auch noch vorhanden, so dass vielleicht einmal nachträglich ein Peldegang eingebaut worden war. Auch sind 1828 Einkünfte als Peldelohn erwähnt.
Seit 1929 ist die derzeitige Mühle in Besitz der Familie Post, die heute die zugehörige Bäckerei mit Mühlencafé betreibt. Nachdem ein Orkan ein Flügelpaar abriss, erneuerte der neue Besitzer 1930 beide Flügelpaare. 1960 wurde der windbetriebene Mühlenbetrieb eingestellt. 1971 erfolgte die Stilllegung des gesamten Mühlenbetriebs.
1967 sanierte man die Mühle erstmals. Im November 1972 brach während des Orkans Quimburga erneut ein Flügel ab. Der Schaden konnte mit Hilfe von Spenden behoben werden. Neben der Mühle wurde 1993 die alte Schmiede der Familie Eden originalgetreu wieder aufgebaut, nachdem sie an der Hoogewarfstraße abgebaut worden war.
2001 erreichte Eigentümer und Gemeinde die Nachricht, dass der Erdholländer vor dem endgültigen Verfall stehe, wenn nicht sofort entsprechende Restaurationsmaßnahmen ergriffen würden. Der Vorstand des Heimat- und Verkehrsvereins sowie der Gemeinderat beauftragten den Bürgermeister Friedhelm Hass, die Restauration zu organisieren. Diesem gelang es in kurzer Zeit Zuschüsse vom Landkreis Wittmund in Höhe von 10.750 DM und vom Land Niedersachsen weitere 215.000 DM einzuloben. 20.000 DM konnte der Heimat- und Verkehrsverein aus den angesammelten Spendengeldern und Erlösen der vergangenen Mühlenfeste beisteuern. Weiterhin entwickelte der Bürgermeister sogenannte Mühlenaktien, die bis zum heutigen Tage als Spendenbeitrag für die Mühle zu erwerben sind. Die Sanierung erforderte insgesamt einen Betrag von 425.000 DM, und so wurde die Mühle 2002 grundsaniert. Sie ist von der Gemeinde für 35 Jahre in Pacht genommen und der Öffentlichkeit voll zugänglich. Seit September des Jahres 2002 kann wieder mit Windkraft gemahlen werden. Die aus dem Mehl hergestellten Brote werden in der neben der Mühle liegenden Bäckerei der Familie Post verkauft.

## Heutige Nutzung
In der Mühle richtete der Heimatverein Werdum e.V. 1976 ein kleines Heimatmuseum ein. Zu sehen sind Haushaltsgegenstände und landwirtschaftliche Arbeitsgeräte. In unmittelbarer Nähe zur Mühle befinden sich eine Schmiede und ein Backhaus.
Die direkt an der Straße stehende Mühle ist frei zu besichtigen. Der Werdumer Heimat- und Verkehrsverein e.V. veranstaltet jedes Jahr im Sommer ein Mühlenfest, dessen Erlös der Erhaltung der Werdumer Mühle zugutekommt.